# Karl-Heinz Niemann
Karl-Heinz Niemann (* 1959) ist ein deutscher Elektroingenieur und Professor für Prozessinformatik und Automatisierungstechnik. Er gilt als Experte für industrielle Kommunikation, Energieeffizienz und IT-Sicherheit von Produktionsanlagen. Seine Forschungsschwerpunkte liegen unter anderem in den Bereichen Informationssicherheit für industrielle Steuerungssysteme, Automatisierung und industrielle Kommunikationstechnologien wie Profibus und Profinet.

## Ausbildung
Nach dem Abitur studierte Niemann Elektrotechnik mit Schwerpunkt Regelungstechnik und Echtzeitdatenverarbeitung an der Leibniz Universität Hannover. Er arbeitete dort am Institut für Regelungstechnik, bis er mit einer Arbeit zu Multiprozessorsystemen für Echtzeitanwendungen zum Dr.-Ing. promoviert wurde.

## Werdegang
Nach Abschluss seiner Promotion arbeitete Niemann mehrere Jahre bei Unternehmen der Automatisierungs- und Prozessleittechnik, unter anderem bei ABB, Elsag Bailey und Hartmann & Braun. Zuletzt war er bis 2002 bei ABB Automation Products GmbH in Hannover als Vice-President for Research and Development tätig. Von 2002 bis 2005 war er Professor für Prozessdatenverarbeitung und Automatisierungstechnik an der Fachhochschule Nordostniedersachsen (heute Leuphana Universität Lüneburg).
Seit 2005 ist Niemann Professor an der Hochschule Hannover, Fakultät I – Elektro- und Informationstechnik. Dort lehrt und forscht er schwerpunktmäßig in den Bereichen Prozessinformatik, Automatisierungstechnik und Cybersecurity für industrielle Systeme. Er war Mitbegründer des Forschungsclusters Industrie 4.0, aus dem 2003 das Institut für Sensorik und Automation hervorging, in dessen Vorstand er seit 2003 ist.
Niemann veröffentlichte zahlreiche wissenschaftliche Publikationen in Fachzeitschriften und Konferenzbänden; zudem engagiert er sich als Mitglied verschiedener branchenbezogener Normungsgremien. Er ist regelmäßig als Referent zu Themen der Automatisierungstechnik, IT/OT-Sicherheit und Industrie 4.0 auf nationalen und internationalen Fachkonferenzen und als Berater für Unternehmen der Automatisierungs- und Prozessindustrie tätig.

## Mitgliedschaften und Funktionen
- Leiter des Arbeitskreises „Installation Guides“ der Profibus Nutzerorganisation e. V. (PNO)[5]
- Mitglied im Security-Arbeitskreis der Profibus Nutzerorganisation e. V. (PNO)[6]
- Mitglied in der Fokusgruppe Cybersicherheit bei niedersachsen.digital[7]
- Mitglied des Arbeitskreises IT-Sicherheit bei der Digitalagentur niedersachsen.next

## Publikationen (Auswahl)
- Witte, P.; Niemann, K.-H. (Hrsg.): Sensorik und Automation: Schriften des Forschungsinstituts ISA 2024, Band 4 der Schriftenreihe Angewandte Forschung für die Welt von morgen, HsH Applied Academics, 2024. eISBN (PDF): 978-3-69018-000-9 https://doi.org/10.25968/opus-3245
- Niemann, K.-H., Puls J.-N.: Musterprozess für einen sicheren Produkt-Entwicklungslebenszyklus nach IEC 62443-4-1 online
- Niemann, K.-H.; Lierse, T. (Hrsg.): Anwendungsorientierte Forschung für die digitale Transformation von KMU : Schriften des Forschungsclusters Industrie 4.0, Band 2 der Schriftenreihe Angewandte Forschung für die Welt von morgen, Hochschule Hannover, 2019. https://doi.org/10.25968/opus-1738
- Karl-Heinz Niemann: PROFINET Security – aktueller Stand und nächste Schritte, Vortrag auf der Fachkonferenz „Security unter Kontrolle“ am 5. September 2024 YouTube